# Себржинский, Василий Иванович
Василий Иванович Себржинский (1786—1833) — профессор Санкт-Петербургской духовной академии в 1814—1833 гг., магистр богословия.

## Биография
Малороссиянин, из духовного звания, родился в 1786 году. С 1797 года Себржинский обучался в Киевской духовной академии, а в 1809 году поступил в Санкт-Петербургскую духовную академию, где и окончил курс в 1814 году со степенью магистра богословия. 
Служебная деятельность Василия Ивановича Себржинского началась в 1804 году, когда он занял в Киевской духовной академии учительскую должность по классу нотного пения. 
В 1809—1814 гг. он получал образование в Санкт-Петербургской духовной академии и 13 августа 1814 года назначен в академию бакалавром по классу математических наук и 3 октября — действительным членом академической конференции. 
С 1816 года преподавал в академии и французский язык, а 10 сентября 1818 года был утвержден в звании профессора академии; в 1828 году определен секретарем академии. 
Василий Иванович Себржинский умер 30 июня (12 июля) 1833 года. 
В. И. Себржинский 19 лет ревностно служил в академии, не занимался в это время никакими сторонними делами. В начале своей службы Себржинский обработал свои лекции по алгебре и получил о них лестный отзыв академика Н. И. Фуса. «Основания алгебры», при жизни автора, выдержали два издания в 1820 и 1823 гг. В 1815 году напечатана проповедь Себржинского на погребение генерала от инфантерии Архарова.